# Étal
Pour les articles ayant des titres homophones, voir Étale et Etal (Micronésie).

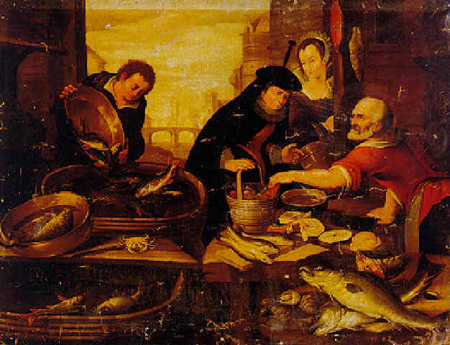
Arnout de Muyser (XVIe siècle), La stalle du vendeur de poissons.

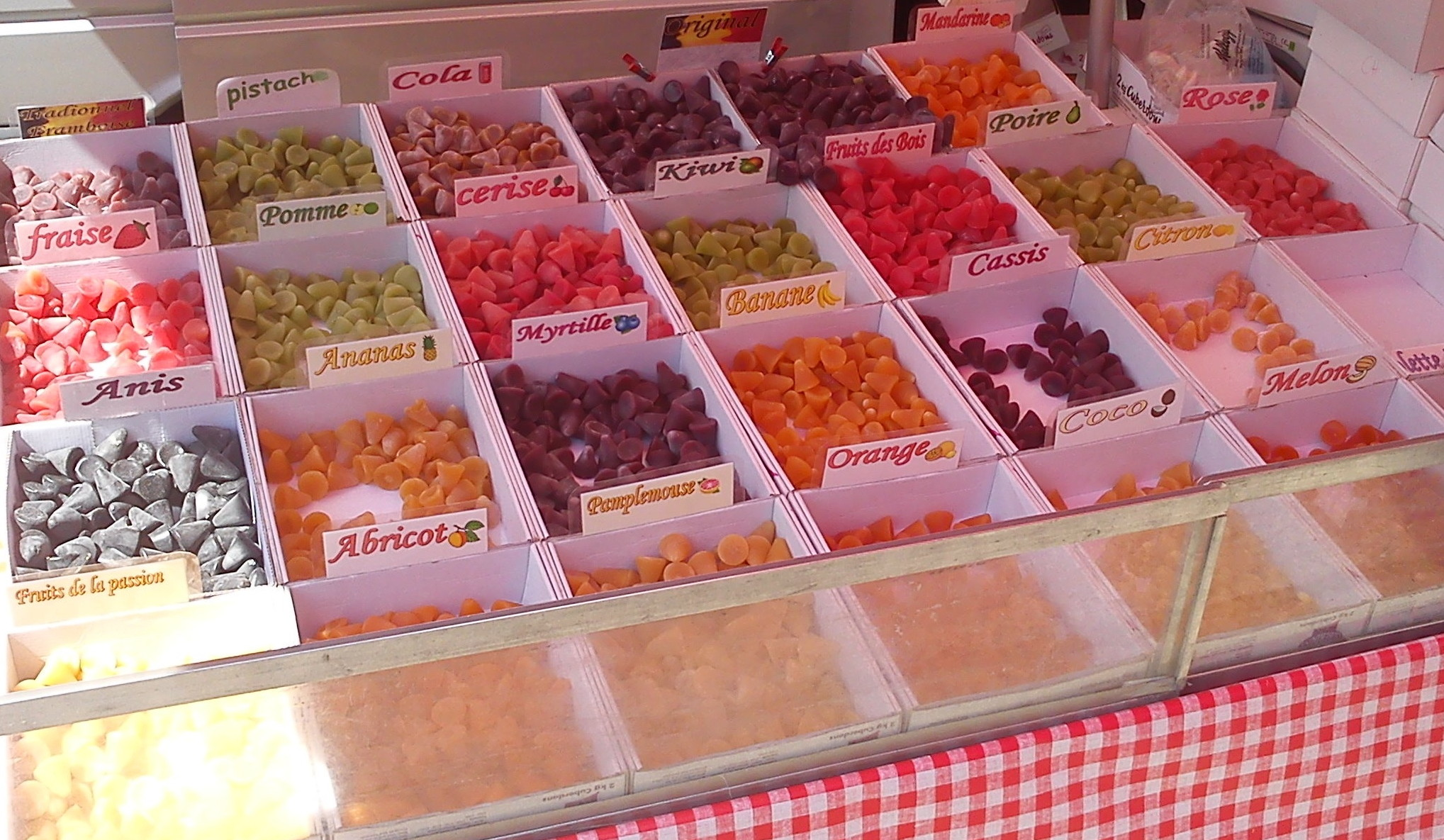
Variétés de cuberdons sur un étal.

Un étal (dit aussi ouvroir) est une table où un commerçant expose ses marchandises ou celle où un boucher découpe la viande. Son pluriel est étaux ou étals.

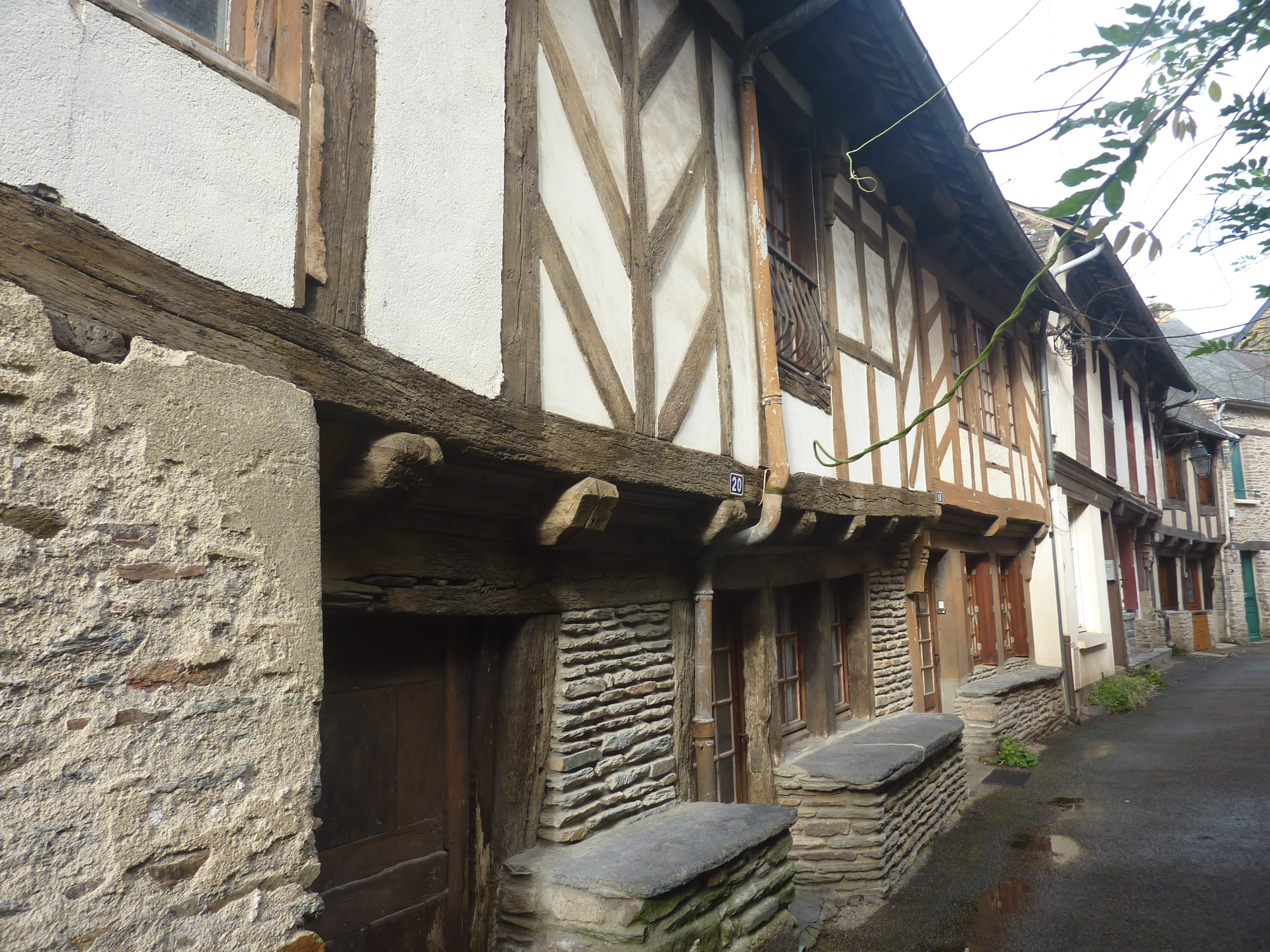
Malestroit : maisons à colombages du XVe siècle de la Rue aux Anglais, avec leurs étals de schiste.
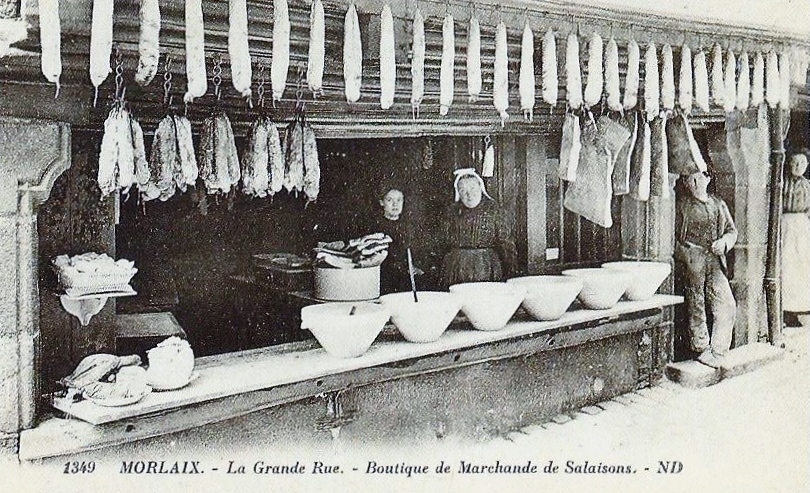
"Ouvroir" du 8, Grand Rue à Morlaix (maison construite vers 1530)

## Étymologie
Le mot était connu au XIe siècle sous la forme estal « table où l'on expose les marchandises dans les marchés publics ». Il est issu d’un terme vieux bas francique *stal (cf. moyen néerlandais stal) « position », qui a ensuite les sens de « position, situation, demeure, écurie »